# Francesco Pipino
Francesco Pipino (Bologna, intorno al 1270 – Bologna, dopo il 1328) è stato un religioso e archivista italiano.
Frate domenicano, fu autore di opere a carattere storico, geografico e giuridico. Fu archivista e vicepriore nel convento della basilica di San Domenico a Bologna; nel 1320 compì un pellegrinaggio in Terrasanta ed a Costantinopoli. 
Nei suoi scritti, Pipino dà prova di enorme erudizione, ma non di particolari doti letterarie od intellettuali; gli va tuttavia riconosciuto il merito di aver favorito la conoscenza dell'opera di Marco Polo, grazie alla sua traduzione.

## Opere
- De consuetudinibus et conditionibus orientalium regionum, traduzione de Il Milione di Marco Polo (che Pipino conobbe personalmente), circa 1310[1], eseguita su mandato del Capitolo Generale dell'Ordine Domenicano. Ebbe un tale successo da soppiantare per alcuni secoli il testo originale; un suo esemplare annotato era in possesso di Cristoforo Colombo;
- Tractatus de Locis Terrae Santae, (circa 1320), elenco dei luoghi visitati durante il pellegrinaggio del 1320;
- Chronicon (circa 1322), compilazione di opere storiche sul periodo da Carlo Magno a papa Clemente V; edita parzialmente da Ludovico Antonio Muratori nei Rerum Italicarum Scriptores;
- Tabula privilegiorum Ordinis Fratis Praedicatorum (circa 1327), repertorio dei privilegi giuridici concessi dai papi all'ordine domenicano.